# ソンビ

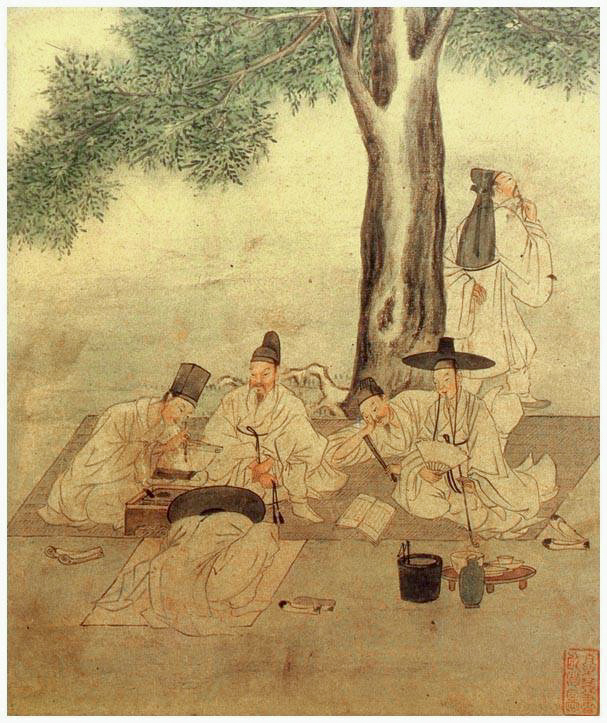
18世紀、ソンビとされる人物らの書道の様子

ソンビ（朝: 선비、士人）とは、学識が優れて礼節があって義理と原則を守って権力と富裕栄華を貪らない高潔な人柄を持った人に対する両班層の理想像を指す用語。熱心に勉強すれば官僚になることができた身分として士農工商で第一身分である両班階層そのものを指すのではなく、特に仏教が国教だった高麗から儒教が新たに国教になった朝鮮時代の社会に儒的理念を具現しようとした上記の評価を受ける他の両班(ら)を指す際に用いていた。

## ソンビの活動
ソンビたちは皆厳格な規範によって生活した。ソンビは官僚になれば王を手伝って政治をして、官職で引退すれば隠居生活をしながら自ら儒教的道徳規範を実践する模範を見せて大衆を教化させなければならない社会的責任を負った。ソンビは一生の間勉強することを止めないが、その目的は単純に知識を積むためのことだけではなく、自ら行儀を実践し人格的に成熟した人になることにあった。
ソンビが志向する核心的価値は義理と品格である。ソンビになるためには常に身なりを端正にして、多くの知識をあまねく渉猟しなければならず、驕慢でなく、愛国心が強くなければならない。また志操を正しくして、社会の発展のために辛辣な批判も躊躇わず、大義のためには喜んで命さえ捨てることができる勇気を取り揃えなければならなかった。
ソンビたちは科挙試験に合格して官僚になれば王を仕えて民のための政治を広げなければならなかった。ソンビたちは長い間研いた修養を通じて作られた自分の信念と知識で国のために奉事しようとした。ソンビたちが調整で担当した職責では王族たちに勉強を教える経筵官と王が誤った行為をすれば王に直接諫言する言官、朝鮮王朝実録を記録する史官がある。
ソンビは王と義理で結ばれた関係だから、臣下として無条件には王に従わなかった。もし王が自分の信念に行き違う仕業をすれば未練なしに辞職して宮廷から出た。他の国と戦争が起こった時はためらうことなしに参戦し、敵軍との和親や降参を拒否して最後まで対立して戦うという名目ではあったが、記録では実際に戦場に立った記録は存在しない。
引退したソンビたちは書院や書堂で学生たちを教えてその村で仕える先賢に祭祀を捧げて、ソンビたちどうし似合ってお酒を飲む儀式である郷飲酒礼などを楽しんだ。また、ソンビは自分の学問を弟子たちに伝える同時に旺盛な著述活動を通じて後世に知らせなければならない任務を持った。
一方、ソンビの中には官僚になった人より山奥などに幽棲して後学養成と研究に取り組んだ人がもっと多かったが、これらは処士（チョサ、처사）と呼んだ。
「ソンビ」という語は主観的な尊称の面もあり、特定の人物をソンビと限定するのは困難である。『親日派のための弁明』（金完燮著）では、註でソンビを「在野の高尚な文人のこと。意味はちがうが日本語でいえば『サムライ』に近い語感がある」と説明している。